# Menachem Magidor
Menachem Magidor (ur. 24 stycznia 1946 w Petach Tikwie) – izraelski matematyk, profesor matematyki na Uniwersytecie Hebrajskim. Zajmuje się logiką matematyczną, szczególnie teorią mnogości i dużymi liczbami kardynalnymi.

## Życiorys
Pracę doktorską pt „O liczbach super-zwartych” napisaną pod kierunkiem Azriela Levego obronił w 1973 na Uniwersytecie Hebrajskim.
Od 1997 prezydent Uniwersytetu Hebrajskiego w Jerozolimie.

## Dorobek naukowy
Magidor rozwinął teorię forsingu uzyskując szereg wyników niezależnościowych o potęgach singularnych liczb kardynalnych. Razem z Mattem Foremanem i Saharonem Szelachem wprowadzili najsilniejszą niesprzeczną wersję aksjomatu Martina, tzw. Martin Maximum.
Jest on autorem ponad 60 prac naukowych, w tym:
- Magidor, Menachem. On the singular cardinals problem. I. „Israel J. Math.”. 28, s. 1-31, 1977.
- Magidor, Menachem. On the singular cardinals problem. II. „Ann. Math. (2)”. 106, s. 517-547, 1977.
- Foreman, Matthew; Magidor, Menachem; Szelach, Saharon. Martin’s maximum, saturated ideals, and nonregular ultrafilters. I. „Ann. of Math. (2)”. 127, s. 1-47, 1988.
- Foreman, Matthew; Magidor, Menachem; Szelach, Saharon. Martin’s maximum, saturated ideals, and nonregular ultrafilters.. „Ann. of Math. (2)”. 127, s. 521-545, 1988.
- Foreman, Matthew and Magidor, Menachem. Large cardinals and definable counterexamples to the continuum hypothesis p. „Annals of Pure and Applied Logic”. 76, s. 47–97, 1995.